# Cosmosoma subflamma
Cosmosoma subflamma är en fjärilsart som beskrevs av Walker 1854. Cosmosoma subflamma ingår i släktet Cosmosoma och familjen björnspinnare. Inga underarter finns listade i Catalogue of Life.